# Roccamare
Roccamare est un village située sur la commune de Castiglione della Pescaia, province de Grosseto, en Toscane, Italie. Au moment du recensement de 2011 sa population était de 63 habitants.

## Géographie
Le hameau est situé dans la forêt de pins le long de la côte tyrrhénienne, en la Maremme grossetaine, à 5 km de Castiglione della Pescaia et à 25 km de la ville de Grosseto.

## Histoire
Le village balnéaire de Roccamare est né au début des années 1960 comme une résidence fermée (gated community), par la volonté du comte Federigo Ginori Conti, qui a conçu, financé et mis en œuvre le project. Le hameau d'origine se composait de deux cents villas conçues par les architectes Ugo Miglietta et Antonio Canali. D'autres villas ont été conçues par Roberto Monsani, Luigi et Giancarlo Bicocchi. Les bâtiments les plus intéressants de Roccamare sont la Villa Bartolini (1958) d'Ernesto Nathan Rogers, et la Villa Settepassi (1966-1986) de Pier Niccolò Berardi.

## Tourisme
Roccamare a toujours été une station balnéaire pour le tourisme d'élite, un lieu de rencontre pour les célébrités de la culture, de la politique et du show-business. Les résidents célèbres comprennent : le premier ministre Romano Prodi, les écrivains Italo Calvino, Pietro Citati et Carlo Fruttero, le banquier Sigmund Warburg, le chef d'orchestre Georg Solti, le réalisateur Giovanni Veronesi et les acteurs Roger Moore et Sophia Loren.